# Eugene Cernan
Eugene Andrew Cernan, detto Gene (Chicago, 14 marzo 1934 – Houston, 16 gennaio 2017) è stato un astronauta statunitense, noto per aver preso parte alla missione Apollo 17 ed essere stata l'undicesima persona a mettere piede sul suolo lunare, nonché l'ultima a camminarci, prima di risalire sul modulo Lunare Apollo e ritornare sulla Terra.

## Biografia
Eugene Cernan fu un americano di seconda generazione, di ascendenza ceca e slovacca. I nonni giunsero in America prima dell'inizio della Prima Guerra Mondiale e, come molti cechi e slovacchi, si stabilirono nei pressi di Chicago. Dopo aver frequentato le scuole dell'obbligo, Cernan si iscrisse alla Purdue University, la stessa università frequentata da Neil Armstrong che era un anno più avanti. Conseguì la laurea in ingegneria elettrica nel 1956.

### Servizio in marina
Dopo la laurea, Cernan diventò un Ensign (alfiere) della Marina statunitense e fu collocato inizialmente sulla USS Saipan. In seguito frequentò corsi di addestramento di volo presso il Whiting Field, il Barron Field, la Naval Air Station Corpus Christi, e la Naval Air Station Memphis. Dopo aver completato l'addestramento sul T-28 Trojan, T-33 Shooting Star, e sul F9F Panther, Cernan diventò un aviatore di marina. Dopo il completamento del suo incarico a Miramar in California, completò la sua istruzione conseguendo nel 1963 il Master of Science in ingegneria aeronautica presso la U.S. Naval Postgraduate School.
Durante la sua carriera in marina Cernan collezionò più di 5000 ore di volo, di cui 4800 su aerei a reazione. Effettuò anche 200 atterraggi su portaerei.

### Carriera nella NASA
Nel 1963 venne chiamato dalla NASA ed entrò a far parte del secondo gruppo di astronauti selezionati per i voli nello spazio. La sua prima missione è stata quella realizzata con Gemini 9 il 3 giugno 1966 insieme a Thomas Stafford. In quell'occasione Cernan fu il terzo uomo, dopo Aleksej Archipovič Leonov e Edward H. White, ad effettuare un'attività extraveicolare, anche se dovette interrompere la passeggiata nello spazio a causa dell'appannamento del vetro del casco, che impediva una visione normale. Cernan e Thomas Stafford ebbero assegnata questa missione quali piloti sostituti dato che i membri dell'equipaggio originale, composto da Charles Bassett e Elliot See, erano deceduti precipitando con il loro caccia durante un'esercitazione.
La sua seconda missione fu il volo su Apollo 10, partito alle 12.49 di domenica 18 maggio 1969, di nuovo assieme a Thomas P. Stafford e John W. Young. Era la missione preparatoria per lo sbarco sulla Luna, Il LM Snoopy, con Cernan e Stafford a bordo, si avvicinò alla superficie della Luna fino a 15.243 m. Al momento del ritorno, prima di ricongiungersi col modulo di comando/servizio chiamato Charlie Brown guidato da John Watts Young, ebbero un problema potenzialmente molto pericoloso. A seguito di un errato doppio comando dato ai computer di bordo, il LEM cominciò a roteare vorticosamente in tutte le direzioni, rischiando il blocco cardanico. Un problema simile era accaduto anche a Neil Armstrong e David Scott nella missione Gemini 8. Proprio ripensando a quell'esperienza, Thomas Stafford prese il comando manuale del Lem e riuscì a risolvere la situazione, proprio come aveva fatto Armstrong.
Durante la missione Apollo 17, la sua terza missione spaziale partita il 7 dicembre 1972 e unico lancio avvenuto in notturna, Eugene Cernan fu l'undicesimo uomo a mettere il piede sulla Luna. Fu la missione che segnò la permanenza più lunga sul suolo lunare. Cernan e Schmitt restarono sul suolo lunare per 3 giorni e compirono più di 22 ore di attività extraveicolari. Cernan è l'ultimo uomo ad aver lasciato la Luna, dato che il suo compagno di missione, dodicesimo e ultimo uomo a mettere il piede sulla Luna, rientrò nel LM Challenger poco prima di lui. Erano le 05:40 UT del 14 dicembre 1972. Durante questo viaggio scrisse sul suolo lunare le iniziali della figlia prima di partire. Nel corso della missione cantò, con Harrison Schmitt, parte della famosa canzone The Fountain in the Park, di Ed Haley, ma che alcuni attribuiscono a Robert A. King, al quale Haley aveva dedicato il brano.
Cernan, insieme a Jim Lovell e John Young, è una delle uniche tre persone ad aver viaggiato due volte dalla Terra alla Luna, uno dei soli dodici uomini che hanno camminato sulla Luna e l'unico uomo ad aver effettuato due volte la discesa verso la Luna a bordo di un LEM (Apollo 10 e Apollo 17). Inoltre, come membro dell'Apollo 10, condivide il record di velocità per mezzi pilotati di 39 897 km/h (11 082 m/s) durante il ritorno dalla luna il 26 maggio 1969.

### Dopo la carriera nella NASA
Lasciata la NASA Cernan divenne vicepresidente del "Carol Petroleum" a Houston, Texas. Nel 1981 fondò la sua ditta di consulenza per i voli nello spazio. Nell'anno 1999 Cernan pubblicò il libro The Last Man on the Moon in cui descrive le sue esperienze nello spazio e i rapporti con i propri colleghi e familiari. Nel 2018 è stata pubblicata l'edizione italiana dell'autobiografia, intitolata L'ultimo uomo sulla Luna. Morì il 16 gennaio 2017 all'età di 82 anni, presso un ospedale di Houston, e venne sepolto nel Texas State Cemetery di Austin, Texas.